# Buenos Aires, Pijijiapan
Buenos Aires är en ort i Mexiko.   Den ligger i kommunen Pijijiapan och delstaten Chiapas, i den sydöstra delen av landet, 800 km sydost om huvudstaden Mexico City. Buenos Aires ligger 252 meter över havet och antalet invånare är 174.
Terrängen runt Buenos Aires är kuperad åt sydväst, men åt nordost är den bergig. Runt Buenos Aires är det ganska glesbefolkat, med 27 invånare per kvadratkilometer. Närmaste större samhälle är Pijijiapan, 19,3 km väster om Buenos Aires. I omgivningarna runt Buenos Aires växer i huvudsak städsegrön lövskog.